# Canellales

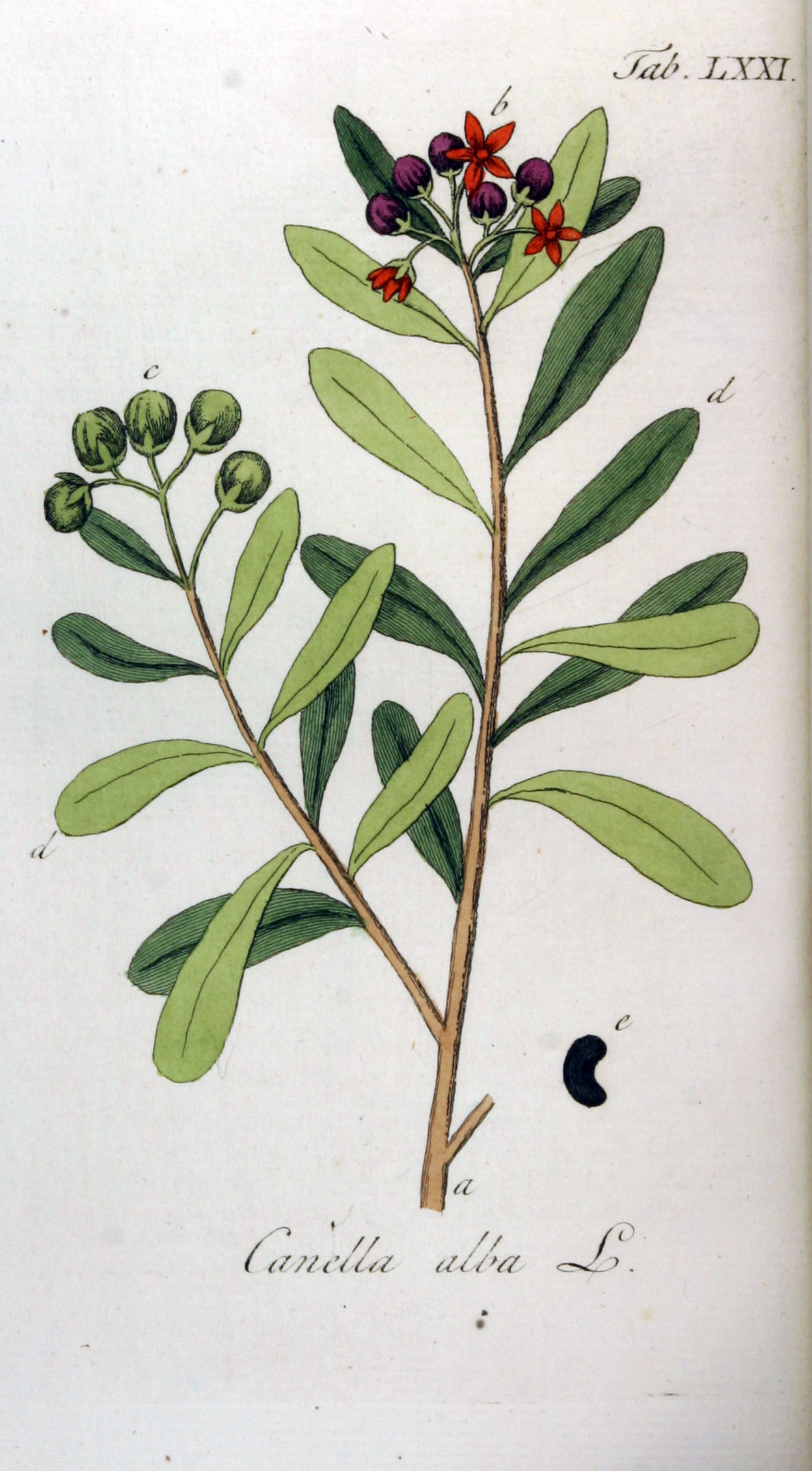
Canella alba (ilustração).

Canellales é uma ordem de plantas com flor pertencente ao clado das magnoliídeas, agrupando duas famílias (Canellaceae e Winteraceae), com cerca de 136 espécies validamente descritas repartidas por 10 géneros de árvores e arbustos, quase sempre intensamente fragrantes. A família tem distribuição natural disjunta pelas regiões tropicais da África e das Américas.

## Descrição

### Morfologia
As Canellales são plantas lenhosas de folha perene, maioritariamente arbustos, por vezes pequenas árvores. As plantas não apresentam tricomas. O eixo caulinar primário contém um cilindro vascular contínuo. Os plastídeos do tubo crivoso contêm cristaloides e filamentos de amido e proteínas. Os feixes vasculares do pecíolo foliar são curvos. As folhas contêm esclereídeos ramificadas. 
As flores são hermafroditas. Os órgãos florais estão dispostos em espiral, ou seja, não estão divididos em círculos florais, dando origem a flores acíclicas. Todas as partes da flor são livres: com duas a seis sépalas, zero a muitas pétalas, três a muitos estames e dois a muitos carpelos. A forma dos estames e dos carpelos é muito original. Os frutos são bagas.

### Distribuição
A área de distribuição natural dos membros desta ordem é disjunta e encontra-se principalmente no hemisfério sul, com habitats nos trópicos e subtrópicos.
As Canellaceae ocorrem na América tropical e em África, sendo que as Winteraceae fazem parte da flora antárctica (encontrada em diversas partes do hemisfério sul).

## Taxonomia e filogenia
Canellales é o nome botânico para uma ordem de plantas com flor, uma das quatro ordens das magnoliídeas. O agrupamento taxonómico é reconhecido ao nível taxonómico de ordem pela classificação mais recente das plantas com flor, o sistema APG IV, contendo na sua presente circunscrição duas famílias, Canellaceae e Winteraceae, que compreendem 136 espécies de árvoress e arbustoss perfumados repartidos por cerca de 10 géneros. A ordem Canellales pertence ao grupo informal das magnoliídeas, um grupo basal de angiospérmicas constituído por quatro ordens. O seu táxon irmão é a ordem Piperales, que engloba a família da pimenta.
Embora a ordem tenha sido definida com base em estudos filogenéticos, foram sugeridas várias possíveis sinapomorfias, relacionadas com o tubo polínico, as sementes, a espessura do tegumento e outros aspectos da morfologia.
Apesar ter sido descrita pela primeira vez em 1957 por Arthur John Cronquist, até 1999, estas duas famílias não eram consideradas filogeneticamente estreitamente relacionadas. Em vez disso, as Winteraceae eram consideradas uma família primitiva (devido à estrutura do xilema e do carpelo, uma estrutura que atualmente parece derivar do xilema e dos carpelos mais típicos das angiospérmicas no seu conjunto). As Canellaceae foram frequentemente consideradas como estando relacionadas com as Myristicaceae. No entanto, estudos efectuados a partir de 1999, baseados na filogenia molecular e na morfologia, apoiaram a união destas duas famílias. O sistema APG II, de 2003 reconheceu pela primeira vez esta ordem, colocando-a no clade das magnoliídeas, usando a circunscrição taxonómica que a ordem ainda mantém.
Com base na filogenética molecular foi estabelecida a filogenia que cosnta do seguinte cladograma:
| Canellales | \| \| Canellaceae \| \| \| \| \| \| Winteraceae \| \| \| \| |
|            | \| \| Canellaceae \| \| \| \| \| \| Winteraceae \| \| \| \| |
|            | Canellaceae                                                 |
|            |                                                             |
|            | Winteraceae                                                 |
|            |                                                             |

|  | Canellaceae |
|  |             |
|  | Winteraceae |
|  |             |

| Canellales | \| \| Canellaceae \| \| \| \| \| \| Winteraceae \| \| \| \| |
|            | \| \| Canellaceae \| \| \| \| \| \| Winteraceae \| \| \| \| |
|            | Canellaceae                                                 |
|            |                                                             |
|            | Winteraceae                                                 |
|            |                                                             |

|  | Canellaceae |
|  |             |
|  | Winteraceae |
|  |             |

|  | Laurales    |
|  |             |
|  | Magnoliales |
|  |             |

| Canellales | \| \| Canellaceae \| \| \| \| \| \| Winteraceae \| \| \| \| |
|            | \| \| Canellaceae \| \| \| \| \| \| Winteraceae \| \| \| \| |
|            | Canellaceae                                                 |
|            |                                                             |
|            | Winteraceae                                                 |
|            |                                                             |

|  | Canellaceae |
|  |             |
|  | Winteraceae |
|  |             |

| Canellales | \| \| Canellaceae \| \| \| \| \| \| Winteraceae \| \| \| \| |
|            | \| \| Canellaceae \| \| \| \| \| \| Winteraceae \| \| \| \| |
|            | Canellaceae                                                 |
|            |                                                             |
|            | Winteraceae                                                 |
|            |                                                             |

|  | Canellaceae |
|  |             |
|  | Winteraceae |
|  |             |

|  | Laurales    |
|  |             |
|  | Magnoliales |
|  |             |

| Canellales | \| \| Canellaceae \| \| \| \| \| \| Winteraceae \| \| \| \| |
|            | \| \| Canellaceae \| \| \| \| \| \| Winteraceae \| \| \| \| |
|            | Canellaceae                                                 |
|            |                                                             |
|            | Winteraceae                                                 |
|            |                                                             |

|  | Canellaceae |
|  |             |
|  | Winteraceae |
|  |             |

| Canellales | \| \| Canellaceae \| \| \| \| \| \| Winteraceae \| \| \| \| |
|            | \| \| Canellaceae \| \| \| \| \| \| Winteraceae \| \| \| \| |
|            | Canellaceae                                                 |
|            |                                                             |
|            | Winteraceae                                                 |
|            |                                                             |

|  | Canellaceae |
|  |             |
|  | Winteraceae |
|  |             |

|  | Laurales    |
|  |             |
|  | Magnoliales |
|  |             |

| Canellales | \| \| Canellaceae \| \| \| \| \| \| Winteraceae \| \| \| \| |
|            | \| \| Canellaceae \| \| \| \| \| \| Winteraceae \| \| \| \| |
|            | Canellaceae                                                 |
|            |                                                             |
|            | Winteraceae                                                 |
|            |                                                             |

|  | Canellaceae |
|  |             |
|  | Winteraceae |
|  |             |

| Canellales | \| \| Canellaceae \| \| \| \| \| \| Winteraceae \| \| \| \| |
|            | \| \| Canellaceae \| \| \| \| \| \| Winteraceae \| \| \| \| |
|            | Canellaceae                                                 |
|            |                                                             |
|            | Winteraceae                                                 |
|            |                                                             |

|  | Canellaceae |
|  |             |
|  | Winteraceae |
|  |             |

|  | Laurales    |
|  |             |
|  | Magnoliales |
|  |             |

## Usos
A maioria das espécies apresenta madeira e casca (ritidoma) com aroma intenso, o que levou a que muitas das espécies fossem associadas à canela e ao sândalo, sendo em alguns casos utilizadas como sucedâneos. Também são várias as espécies que figuram na farmacopeia tradicional das regiões de distribuição natural, onde figuram como importantes na respectiva medicina tradicional.
A fragrância, e os consequentes usos, são resultado de uma complexa fitoquímica, com uma excecional riqueza, especialmente no ritidoma, em monoterpenos e sesquiterpenos do tipo drimano, incluindo cinnafragrina, cinamodial e capsicodendrina. Estes três sesquiterpenos são partilhados apenas entre as Canellaceae e as Winteraceae nas angiospérmicas. As Canellaceae, mais ricas neste tipo de compostos, também possuem alcalóides do tipo aporfina, como a N-(cinamoil)-triptamina, lignanas do tipo aril-tetralina, cinamaldeído e alilfenol. Os cristais de oxalato de cálcio encontram-se no mesofilo da folha. A maioria das espécies é cianogénica. Protocianidinas, flavonóis, saponinas, sapogeninas e ácido elágico estão ausentes.